# Nyssaceae
Nyssaceae — родина рослин порядку дереноцвіті (Cornales).
До родини належать близько 10 видів, що були перенесені з деренових (Cornaceae), зокрема популярні у США медоноси з роду нісса (Nyssa) та декоративне дерево давидія обгорткова.